# 松浦親 (九郎)
松浦 親（まつら ちかし）は、戦国時代から安土桃山時代にかけての武将。肥前国飯盛城主。
平戸松浦氏当主・松浦隆信の三男。永禄9年（1566年）、父・隆信と長年争ってきた相神浦松浦氏16代目・松浦親が隆信に敗れ、降伏。和睦の条件として隆信の三男・九郎を養子に迎えた。九郎は義父と同名の親を名乗り17代を継ぐ。
元亀2年（1571年）、針尾島の針尾氏を攻める。同年、嫡男・定が誕生。同3年（1572年）1月20日、有田唐船城から攻め寄せてきた、親と同じく先代の養子であった松浦盛を、盛の家老山本右京の内応もあり柚木の相当原で打ち破る。同年、佐世保城主・遠藤盛胤を龍造寺隆信に寝返ったとして討ち果たした。なお、この時の逸話として、盛胤の娘白縫姫の蛇島伝説がある。
天正2年（1574年）、対立していた重臣東時忠を誅殺せんとするも、時忠と刺し違えになり死去。